# Pont (Veveyse)
Pour les articles homonymes, voir Pont (toponyme).
Pont est une localité et une ancienne commune suisse du canton de Fribourg, située dans le district de la Veveyse.

## Histoire
Pont est constitué d'habitats dispersés, la famille d'Illens, mentionnée dès le XIIe siècle y possédait un château (au lieudit Les Rochettes), qu'elle vendit en 1514 à un Veveysan et qui fut abandonné dès cette date. Il en restait des ruines au XVIIe siècle et un double fossé était visible à la fin du XXe siècle. La seigneurie de Pont fit partie de la châtellenie de Rue sous la maison de Savoie, du bailliage fribourgeois de Rue dès la conquête du Pays de Vaud en 1536, du district du même nom de 1798 à 1848, puis de celui de la Veveyse.
Les Bergier de Lausanne détinrent la seigneurie de 1664 à 1741 et la cédèrent aux Gottrau de Fribourg. Pont releva de la paroisse de Saint-Martin jusqu'en 1958, puis de celle de Porsel. Longtemps voué à l'agriculture avec une petite activité de tressage de la paille à la fin du XIXe siècle, Pont se transforme en village résidentiel.
Le 1er janvier 2004, Pont fusionne avec ses voisines de Porsel et Bouloz pour former la commune de Le Flon.

## Toponymie
1152 : de Ponto

## Démographie
Pont comptait 126 habitants en 1850, 151 en 1900, 121 en 1950, 113 en 1990, 166 en 2000.